# Parvoscincus igorotorum
Parvoscincus igorotorum — вид сцинкоподібних ящірок родини сцинкових (Scincidae). Ендемік Філіппін.

## Поширення і екологія
Parvoscincus igorotorum відомі за двома зразками, зібраними в горах Сьєрра-Мадре на острові Лусон, на території Національного парку Балбаласанг-Балбалан. Вони живуть в гірських тропічних лісах, на висоті від 1400 до 1480 м над рівнем моря.